# Léna farmja
A Léna farmja (eredeti cím: Le Ranch) 2012-től 2013-ig vetített francia televíziós 2D-s számítógépes animációs sorozat, amelynek az alkotója Vincent Costi. A tévéfilmsorozat a TFOU gyártásában készült. Műfaját tekintve lovas kalandfilmsorozat. Franciaországban a TF1 vetítette, Magyarországon a Minimax sugározta.

## Ismertető
A sorozatban négy barát történetei láthatóak, akik mint a rajongók úgy szeretik a lovakat, de egy farmot is létrehoznak, a szándékuk, hogy ápoljanak itt sérült lovakat. Az kiderül hogy, elegendő e a jó szándék vajon, vagy akadályok is lesznek aközben, hogy teljesítsék a kitűzött célt. A történetük kísérése során megtudható.

## Szereplők

### Emberek
- Lena – Fekete hajú, kék szemű tinédzserlány, akinek az első részben meghalt a régi lova Zabu. De rátalált egy új lóra, Mistralra, akit ha nem ment meg, a gazdái vágóhídra viszik. Lóidomárnak tanul és jól bánik lovával Mistralal.
- Anais – Vörös hajú, zöld szemű tinédzserlány, aki Lena egyik jó barátja. Különlegesen jó a vízi sportokban, és szintén jól lovagol.
- Ugo – Szőke hajú, zöld szemű tinédzserfiú, aki Anais barátja. Jó a Kite Surf-ben és a lovaglásban egyaránt.
- Angelo – Barna hajú, barna szemű tinédzserfiú, aki Léna barátja. Különlegesen idomítja lovát. Spanyol származású, ebből következik, hogy erőssége a bika terelés.
- Samantha – Szőke hajú, zöld szemű tinédzserlány, aki Lénával szemben kicsit rossz, mert mindig valami rosszat akar neki. De végül nehezen mégis kijön vele.
- Weena – Samantha barátnője, ezért mindent megtesz, amire Sam kéri.
- Juliett – Vörös hajú, zöld szemű tinédzserlány, akinek szülei elváltak. Emiatt nem jön ki túl jól az édesanyjával, aki elviszi a ranchra, hogy lovak között néhány új baráttal lenyugodjon.
- Sindy – Vörös hajú tinédzserlány, aki egy lovas színészsztár. Először egy kissé rosszul viszonyul Mistralhoz, de aztán megbarátkozik vele.
- Sofi – Barna hajú, barna szemű fiatal felnőttnő, aki riportot készít a lovakról.
- Rachel – Samantha barátnője, mindig vele van.
- Marie Pierre – Az állatotthon tulajdonosa.
- Clemont – Szőke kerekesszékes fiú, autóbalesete volt. Imádja a lovakat, nagyon szeret lovagolni, és nagyon ügyesen ugrat.

### Lovak
- Mistral – Léna lova
- Josephine – Anais lova
- Reglees – Ugo lova
- Sila – Angelo lova
- Bonbon – Samantha lova
- Bilbo – Kevin lova
- Lily – Weena lova
- Zelig – Rachel lova

## Magyar hangok
- Czető Zsanett – Lena
- Csuha Bori – Anais
- Gacsal Ádám – Angelo
- Berkes Bence – Ugo
- Hermann Lilla – Samantha
- Pekár Adrienn – Weena
- ? – Juliett
- Gulás Fanni – Sindy
- Vágó Bernadett – Sofi

## Epizódok

### 1. évad
1. Misztrál (Le Ranch)
2. Vigyázz Misztrál (Danger Mistral)
3. A tűz (L'Incendie)
4. A rivális (La Rivale)
5. Éljen a szabadság (Vive la liberté)
6. Miro (Miro)
7. Fej vagy írás (Pile ou kite)
8. A díszlovas (Marraine de la Fête)
9. Álomhétvége (Week-End de Rêve)
10. Újjászületés (Renaissance)
11. Mogyi (Pistache)
12. Eltűnt Kevin (Kevin a disparu)
13. Próbatétel (L'épreuve)
14. Lopott csók (Baiser Vole)
15. A riportfilm (Reportage Épique)
16. A forgatás (Cascades et Cœur Sauvage)
17. A víz fogságában (Piège Des Eaux)
18. Titkos találkozó (Rendez-Vous Clandesting)
19. Alkonyat (Entre Chien et Loup)
20. A természet kincs (Polluer n'est pas Jouer)
21. Gyermekrablás (Kidnapping)
22. Az örökség (L'Héritage)
23. Dzsezzi (Jazzy)
24. Gyerekkori barátok (Copains d'enfance)
25. A sérülés (La Blessure)
26. Egy év egy nap

2.évad
II/1 klloHétköznapi hőstett
II/2 A farm sztárja
II/3 Léna útja 
II/4 Lavina
II/5 Nincs rossz ló
II/6 Vége a farmnak
II/7 Kite-párbaj
II/8 A magányos lovas
II/9 Síjöring
II/10Veszélyes játék
II/11A fakó ló legendája
II/12A jó ügy érdekében
II/13 A nagy visszatérés
II/14 Család
II/15 Amnézia
II/16 A gyakornok lány
II/17 Képtelen szövetség
II/18 Zokni és Pakito
II/19 A titkos szentély
II/20 Végkimerülés
II/21 Szörf-lovasok
II/22 Nanette és a keselyűk
II/23 Léna titka
II/24 Városi ló, vidéki ló
II/25 Versengés
II/26 Nagytakarítás 